# Kościół Podwyższenia Krzyża Świętego w Podedwórzu
Kościół Podwyższenia Krzyża Świętego – rzymskokatolicki kościół parafialny należący do parafii pod tym samym wezwaniem (dekanat Wisznice diecezji siedleckiej).
Jest to świątynia wzniesiona w latach 1911–1914 w stylu neogotyckim. Budowla jest murowana, wybudowana została z czerwonej cegły, wewnątrz jest otynkowana. Posiada trzynawowy (halowy), na planie prostokąta korpus i asymetryczną fasadę. Jest ona współtworzona przez dwie o nierównej wysokości, kwadratowe wieże, zakończone smukłymi iglicami. Wyższa (i masywniejsza) wpisuje się w południowo-zachodni narożnik korpusu. Niższa, która całkowicie jest wtopiona w drugi z frontowych narożników korpusu – jest także czterokondygnacyjna, ale powyżej drugiej kondygnacji przechodzi w ośmiokąt. Korpus nakryty jest dwuspadowym dachem z ozdobnymi szczytami. Od strony północnej w jego narożniki wpisane są częścią swego obwodu walcowate wieżyczki zwieńczone ośmiopołaciowymi iglicami; w ich wnętrzach znajdują się klatki schodowe łączące zakrystie z lożami. Fasada świątyni jest ozdobiona również dużą rozetą z maswerkami. Nad nią znajduje się schodkowy szczyt z krenelażem i ostrołukowymi blendami podkreślonymi przez jasny tynk. „Gotycki” motyw ostrołuku można odnaleźć w otworach okiennych, prześwitach dzwonnych wież, otworach wejściowych, otynkowanych blendach. Ściany są udekorowane profilowanym gzymsem.
Nawy świątyni rozdzielone są ostrołukowymi arkadami i czworokątnymi filarami (z wiązkami kolumienek z roślinnymi kapitelami umieszczonymi przy każdym boku). W górnej ścianie prezbiterium znajdują się trzy ostrołukowe arkady, przez które można z lóż śledzić nabożeństwo. Z zakrystii dochodzi się do nich krętymi schodami. Nawy nakryte są sklepieniem krzyżowym, tylko prezbiterium nakrywa sklepienie gwiaździste.